# Грифіце (гміна)
Гміна Грифіце (пол. Gmina Gryfice) — місько-сільська гміна у північно-західній Польщі. Належить до Грифицького повіту Західнопоморського воєводства.
Станом на 31 грудня 2011 у гміні проживало 24066 осіб.

## Територія
Згідно з даними за 2007 рік площа гміни становила 261.63 км², у тому числі:
- орні землі: 67.00%
- ліси: 22.00%

Таким чином, площа гміни становить 25.70% площі повіту.

## Населення
Станом на 31 грудня 2011:
| Опис     | Загалом | Загалом | Чоловіки | Чоловіки | Жінки | Жінки |
| -------- | ------- | ------- | -------- | -------- | ----- | ----- |
| одиниця  | осіб    | %       | осіб     | %        | осіб  | %     |
| все      | 24066   | 100     | 11731    | 48.75    | 12335 | 51.25 |
| міське   | 17029   | 100     | 8159     | 47.91    | 8870  | 52.09 |
| сільське | 7037    | 100     | 3572     | 50.76    | 3465  | 49.24 |

## Сусідні гміни
Гміна Грифіце межує з такими гмінами: Бройце, Гольчево, Карніце, Плоти, Свежно, Тшеб'ятув.